# Hospital de Rengo
El Hospital Ricardo Valenzuela Sáez de Rengo, también denominado simplemente Hospital de Rengo, es un recinto hospitalario de tipo público de mediana complejidad perteneciente al Servicio de Salud O'Higgins, ubicado en Rengo, provincia de Cachapoal, Región de O'Higgins, Chile.

## Historia
Inicialmente, en el año 1867, los habitantes del territorio en donde hoy se emplaza la Comuna de Rengo, debido a la gran cantidad de enfermedades existentes, iniciaron trabajos para crear un recinto hospitalario dentro de la zona, dado que debían transportarse hacia la localidad de San Fernando, donde se ubicaba el recinto hospitalario más cercano. El 16 de mayo de 1870 se inició la construcción.
A causa del terremoto de 1985, el edificio resultó con severos daños, lo que provocó su desuso y la posterior construcción del edificio actual, mediante una licitación en el año 1990.
El hospital se ha convertido en centro de referencia y resolutividad de la red asistencial regional, que en cierta forma descongestiona la atención de los hospitales de Rancagua y San Fernando, debido a su ubicación estratégica en torno a la Ruta 5 Sur y a la Carretera de la Fruta, siendo referente para las comunas de Rengo, Quinta de Tilcoco, San Vicente de Tagua Tagua, Malloa, Peumo, Pichidegua y Las Cabras.
En abril de 2023 asumió como director Aldo Diez de Medina.